# サッカーai
サッカーai（サッカーあい）は、かつて株式会社マガジン・マガジン（創刊時から2011年4月号までは日刊スポーツ出版社）から発売されていたサッカー専門誌である。2016年4月号の発売を以って休刊となった。

## 内容
Jリーグおよびサッカー日本代表で人気のある選手や、輝いている人、活躍している人を紹介する。主に若手選手を中心にインタビューを行う。2か月に1回発売される。1コーナーの「身代わりインタビュー」では、今人気がある選手に、現在の調子やプライベートな事を聞く。